# Luise Maria Sommer

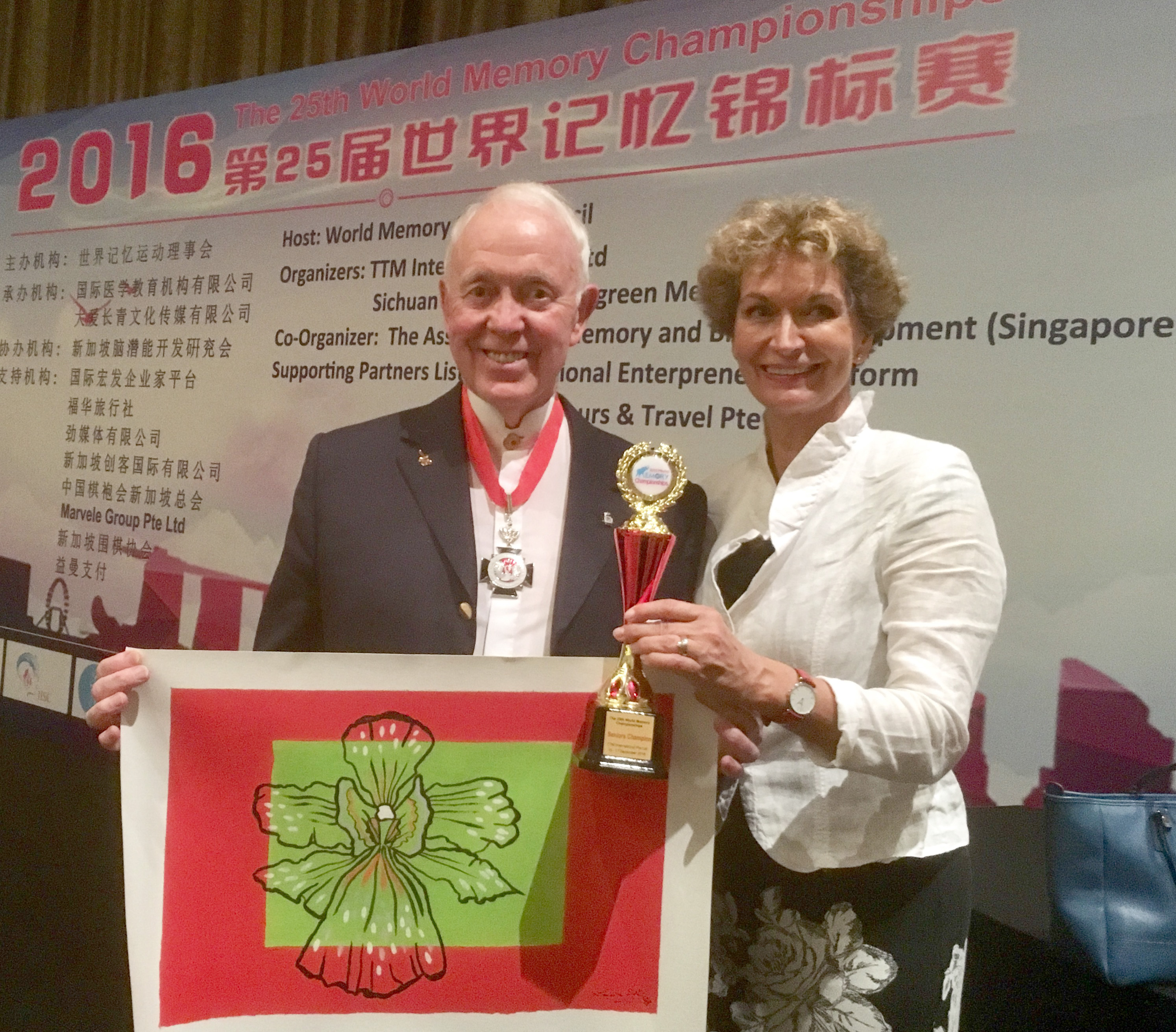
Gedächtnis-Weltmeisterschaft 2016 in Singapur: Luise Maria Sommer bei der Preisverleihung durch Tony Buzan.

Luise Maria Sommer (* 16. Februar 1955 in Rothenthurn (Gemeinde Spittal), Kärnten) ist eine österreichische Pädagogin, Gedächtnissportlerin, Mnemotechnikerin, Keynote-Speakerin und Autorin.

## Leben
Sommer absolvierte an der Universität Graz das Lehramtsstudium Anglistik / Sport sowie das Dolmetsch-Studium Englisch. Im Oktober 1997 dissertierte sie bei Gunter Iberer über „Alternative Methoden im Fremdsprachenunterricht“ an der Universität Graz. Durch Iberer stieß sie 1993 auf das Thema Mnemotechnik und widmete sich fortan der Anwendung und Weiterentwicklung dieser antiken Merktechniken. Von 1999 bis 2003 trainierte sie die österreichische Gedächtnissport-Juniorenmannschaft, unter denen sich auch die Gedächtnisweltmeisterin Astrid Plessl befand.

## Erfolge im Gedächtnissport
- 2001 Österreichische Gedächtnismeisterin (als erste überhaupt)
- 2002 Österreichische Gedächtnismeisterin
- 2003 Weltrekord im Memorieren von Namen und Gesichtern (151 Namen in 15 Minuten, bei 15 Minuten Wiedergabezeit)
- 2002 Weltrekord im „Stufen Memorieren“ in „Guinness – Die Show der Rekorde“, ARD[3]
- 2004 Grand Master of Memory (GMM) bei der Gedächtnisweltmeisterschaft in Manchester
- 2016 Senior World Memory Champion in der Senior Category bei der Gedächtnisweltmeisterschaft in Singapur, vier neue Rekorde in dieser Kategorie plus drei persönliche Bestleistungen (200 Ziffern in 5 Minuten Einprägezeit, 1028 Ziffern in 60 Minuten, 1329 Binärzahlen in 30 Minuten)

## Buchautorin
2003 erschien Gutes Gedächtnis leicht gemacht im Verlag Hubert Krenn, das sich zum Longseller entwickelte und für das die Autorin am 23. April 2009 das „Goldene Buch“ durch den damaligen Wissenschaftsminister Johannes Hahn verliehen bekam. In diesem Buch werden die wichtigsten Gedächtnismethoden vorgestellt. Es wird u. a. auch die These vertreten, dass Alter und gutes Gedächtnis durchaus kompatibel sind, wenn man das Gehirn mit entsprechenden Methoden und der richtigen Einstellung in Schwung hält.
Im August 2017 erschien ihr Buch Dein Gedächtnis kann mehr! Kreative Merktipps für den digitalen Alltag im Verlag Fischer & Gann der J. Kamphausen Mediengruppe. Hier geht es u. a. um die Frage, wie man sein Gedächtnis trotz der vielen Erleichterungsmöglichkeiten durch Smartphones etc. fordern und dadurch fördern kann.

## Auszeichnungen
- 2016: Senior World Memory Champion[7]
- 2009: Das Goldene Buch (Buchhandelspreis) für Gutes Gedächtnis leicht gemacht
- 2004: Grand Master of Memory (GMM)
- 2003: Guinness-Buch der Rekorde (ISBN 3-89681-006-5; Seite 262)

## Zitate
„A name a day keeps Alzheimer away“

## Veröffentlichungen
- „Dein Gedächtnis kann mehr! Kreative Merktipps für den digitalen Alltag.“ Verlag Fischer & Gann der J. Kamphausen Mediengruppe, 2017, ISBN 978-3-903072-58-9
- Artikel „Marvellous Memory – Regardless of Age“ im Magazin „Synapsia“, 2016
- “Hör dich schlau! So wirst du zum Merk-Champion”. 4CDs mit Arbeitsbüchlein, ISBN 978-3-9502170-3-2. LMS-Verlag, 2008
- „Memo-Coach – Ihr Trainer für mehr Wissen: Lern- und Merk-Software für das langfristige Speichern von Wissen jeder Art“, LMS-Verlag, 2007, ISBN 3-9502170-1-0,
- „Gutes Gedächtnis leicht gemacht. Die besten Merktipps von A bis Z.“ Krenn-Verlag, 2003, ISBN 978-3-902351-19-7